# Дерби дела Скала
Дерби дела Скала, известно още като Дербито на Верона и Дерби д'Арена (на италиански: Derby della Scala, Derby di Verona, Derby dell'Arena), е името на футболното дерби на Верона между отборите на ФК Верона и АК „Киево“.
Наречено е на семейство Скалиджери (famiglia della Scala), което управлява града в периода 1260 - 1387 г. Дерби д'Арена идва от „Арена ди Верона“, втория по големина запазен амфитеатър след Колизеума в Рим.
Първият мач се състои на 11 декември 1994 г. в Серия Б. След като „Киево“ влиза в Серия А през 2001 г., Верона става 5-ият град след Торино, Милано, Рим и Генуа с дерби в Серия А.

## Резултати
|      | Мачове | Верона | Равенства | 0Киево0 |
| Общо | 15     | 5      | 4         | 6       |